# Lily Brett
Lily Brett (nacida Lilijahne Brajtsztajn; Feldafing, Alemania, 5 de septiembre de 1946) es una escritora australiana de origen germano-polaco.

## Biografía
Lily Brett es hija de Max y Rose Brett, supervivientes del gueto de Łódź en Polonia y luego del campo de concentración de Auschwitz. Nació en Alemania justo después de la Segunda Guerra Mundial, en la localidad de Feldafing, en un campo de refugidos tras la guerra. Sus padres emigraron a Australia, a la ciudad de Melbourne en 1948 donde creció en el barrio de Carlton North. Lily Brett resulta, en medio de los años 1960, periodista especializada en la crítica musical a la vez en los periódicos dédiés y a la televisión.
Vive en Nueva York desde 1989 cuya su marido, el artista David Rankin, es originario.
Obtiene el premio Médicis extranjero en 2014 por su novela Lola Bensky.

## Obras
- Lola Bensky, París, Éditions de La Grande Ourse, 2014, 270 p. ISBN 979-10-91416-06-1[1]
- You Gotta Have Balls, París, Éditions de La Grande Ourse, 2016, 316 p. ISBN 979-10-91416-42-9